# Vágóhíd utcai stadion
A Debrecenben található Vágóhíd utcai stadion (becenevén: Loki-stadion) a DVSC első számú pályája szezon előtti felkészülése során. A csapat elődei, így például a Bocskai FC,  Debreceni MÁV TK játszották itt mérkőzéseiket. Jelenlegi tulajdonosa a debreceni önkormányzat.
A stadiont 1922-ben adták át. Nyitómérkőzésén a DVSC játszott a Törekvés ellen. Az ott folyt legrangosabb mérkőzés a Közép-európai kupa (Mitrokupa) 1. fordulója volt a Bocskai FC és a Vienna FC (0-4) részvételével 1931. július 5-én. Nézőcsúcsa: 15.000 DVSC – Makó (1 – 0 2007. augusztus 27.)
A stadiont 1979-ig, majd 1989-től 1993-ig használta a DVSC a hazai találkozói lebonyolítására. Az elköltözés után a DVSC kisebb jelentőségű mérkőzéseket és edzéseket rendezett a stadionban. 2004-ben a MÁV mint vállalati profiljához nem illeszkedő vagyonelemet eladásra hirdette meg a stadiont. A létesítmény tulajdonjogára kiírt pályázatot annak ellenére nem a DVSC nyerte meg, hogy a focicsapat adta be rá a legmagasabb ajánlatot. A csapat segítségére siető önkormányzat végül élt elővásárleási jogával és 160 millió forintért megvásárolta a pályát. A tulajdonosváltás után a DVSC továbbra is edzőpályaként használta a stadiont. Később a város is eladásra hirdette meg a stadiont, amelyet komoly nyereséggel 412 millió forintért értékesített egy ingatlanhasznosító vállalkozás számára. A bevásárlóközpont építését tervező vállalkozás a stadiont 2013-ban lebontatta, a helyén a 2020-as évek közepéig csak egy elvadult füves terület maradt. 

## A Stadion megközelítése
A Nagyállomásról a 30-as és a 49-es busszal lehet eljutni a pályához.